# Léonide Keigel
Pour les articles homonymes, voir Keigel.
Léonide Keigel est un ingénieur chimiste franco-russe, exploitant et distributeur de cinéma, né le 6 novembre 1904 à Batoumi (Géorgie) et mort le 4 août 1957 à Paris.
Il fut en 1951 l'un des quatre fondateurs des Cahiers du cinéma, avec Jacques Doniol-Valcroze, Joseph-Marie Lo Duca et André Bazin, et occupa les fonctions de directeur-gérant de la revue jusqu'à sa mort en 1957.

## Biographie
Né en Russie impériale au début du XXe siècle, Léonide Keigel y poursuit des études d'ingénieur chimiste, continuées en Allemagne, où il devient responsable d'une revue scientifique en 1928.
Arrivant en France en 1933 pour fuir le nazisme, et aidé par son beau-frère Jacques Mage déjà installé en France, Keigel prend une première fois les rênes du circuit d'exploitation de salles de cinéma Cinéphone. Il reprend à nouveau ces fonctions, après la guerre et sa participation à la Résistance.
Comme responsable de la salle Le Broadway, 34 avenue des Champs-Élysées, à Paris, Keigel montre le cinéma américain : des films de John Huston, Orson Welles, Elia Kazan, Preston Sturges, Nicholas Ray, Alfred Hitchcock. Comme producteur et distributeur au sein de Cinéphone, il travaille avec Luis Buñuel, Raymond Queneau, René Clément.
C'est à cette époque qu'il accueille dans ses salles le ciné-club Objectif 49 (présidé par Jean Cocteau), rencontrant le milieu des jeunes cinéphiles et critiques de cinéma parisiens (André Bazin, Pierre Kast, Alexandre Astruc, Claude Mauriac, Jacques Doniol-Valcroze). En novembre 1950, observant les difficultés du jeune Doniol-Valcroze à créer une nouvelle revue pour succéder à La Revue du cinéma de Jean George Auriol (disparue en octobre 1949), Keigel apporte son aide financière et logistique. Bientôt aidés par Bazin et Joseph-Marie Lo Duca, Keigel et Doniol créent les Cahiers du cinéma, dont le premier numéro est publié en avril 1951.
Keigel prend le titre de directeur-gérant de la revue, et maintient son équilibre financier durant les premières années, et la lente augmentation de sa diffusion (6 000 ex./mois à la fin des années 1950).
Il meurt en 1957, à Paris, des suites d'une longue maladie.

### Famille
Léonide Keigel était le beau-père du réalisateur Léonard Keigel.